# 디스코 폴로
디스코 폴로(Disco Polo)는 폴란드의 음악 장르로 1990년대 초에 시작되었다.

## 대표적인 디스코 폴로 아티스트들
- 베이어 풀
- 보이즈
- 악센트
- 토플즈
- 스카너
- 탑 원
- 샤짜
- 메가 댄스
- 타임
- 위켄드
- 밀라노
- 아마데오
- 포커스
- 앳나
- 팩터
- 칼리메로

## 같이 보기
- 유로디스코
- 이탈로 디스코